# Neuseeländische Badmintonmeisterschaft 1975
Die Neuseeländische Badmintonmeisterschaft 1975 fand vom 6. bis zum 9. September 1975 in Hamilton statt. Es war die 42. Austragung der Badmintonmeisterschaften von Neuseeland.

## Finalresultate
| Disziplin    | Sieger                          | Finalist                          | Ergebnis           |
| ------------ | ------------------------------- | --------------------------------- | ------------------ |
| Herreneinzel | Ross Livingston                 | Bryan Purser                      | 15-10, 4-15, 18-16 |
| Dameneinzel  | Alison Branfield                | Lynn Ward                         | 12-9, 11-8         |
| Herrendoppel | Richard Purser Bryan Purser     | Ross Livingston Warren Johns      | 15-9, 15-8         |
| Damendoppel  | Alison Branfield Lynn Ward      | Frances Erceg Gaynor Weatherley   | 15-9, 15-11        |
| Mixed        | Richard Purser Alison Branfield | Ross Livingston Gaynor Weatherley | 15-6, 15-6         |